# 火山渣

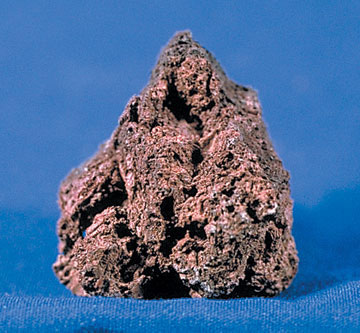
火山渣

火山渣一詞被地質學家用來形容含很多泡沫或空隙的火成岩。
火山渣的形成原因如下: 當含有很多空氣的岩漿被噴出後，因為岩漿遇到比較低壓的環境，被岩漿溶解的空氣要離開岩漿而產生氣泡，這些氣泡被冷卻成固態的岩漿困住，而成為有很多氣孔的火山渣。
火山渣常見於火山錐上，通常火山渣會形成山，山頂為火山口。 像紐西蘭奧克蘭的威靈頓山就是這樣。
另一種火山渣則是從泥火山燃燒爆發時產生，被加熱的泥會形成火山渣錐。